# Motion City Soundtrack
I Motion City Soundtrack sono un gruppo pop punk statunitense, formatosi nel 1997 a Minneapolis.

## Storia
I Motion City Soundtrack nascono nel 1997 a Minneapolis, nel Minnesota, dalle ceneri delle band di Joshua Cain (Saddest Girl Story) e Justin Pierre (Slide Coaster). La prima formazione della band includeva solo due degli attuali membri, per l'appunto, Cain e Pierre. Gli altri membri (il chitarrista Joe Skinner e il batterista Andrew Whitney) abbandonarono la band in tempi relativamente brevi. Cain si rende conto ben presto della necessità di uscire da Minneapolis per potersi guadagnare spazi più consoni. Il nome, Motion City Soundtrack, è nato quasi per scherzo da un'idea del fratello del già citato chitarrista.
Nel 1998 i Motion City Soundtrack iniziano la loro attività live e subiscono alcuni cambi di formazione: entrano infatti nella formazione Andrew Gruhn al sintetizzatore, Austin Lindstrom al basso e Joel Habedank (ex Sadie Foster / Fuck Yeahs) alla batteria. Più tardi, nel 1998, Gruhn abbandona la band e Cain e Pierre si dividono le parti al sintetizzatore.
Nei primi anni 2000 la band conosce altri cambi di formazione. Sempre in questo periodo pubblicano il loro primo EP, intitolato Kids for America subito seguito da Back to the Beat (entrambi sono stati autoprodotti).
Nel 2002 la formazione della band trova finalmente la sua stabilità. Le partenze del batterista Sidney Burgdorf e Austin Lindstrom aiutano l'entrata di due nuovi membri il batterista Tony Thaxton e il bassista Matt Taylor (ex Submerge, band di Richmond, Virginia). Jesse Johnson, già compagno di lavoro di Cain, è stato l'ultimo componente ad aggiungersi ai Motion City Soundtrack. Entrò nella formazione solo tre settimane prima delle registrazioni del loro primo album, e fu proprio in quelle 3 settimane che imparò da zero a suonare il sintetizzatore, strumento che diventerà, tra l'altro, uno degli elementi chiave delle sonorità della band.

### I Am the Movie(2003)
A metà del 2002 i Motion City Soundtrack pubblicano I Am the Movie, il quale pone le basi per il loro primo full-length ufficiale, con lo stesso titolo. L'album è stato originariamente prodotto da Ed Rose, che aveva già lavorato con i The Get Up Kids, Emery, Ultimate Fakebook e The Anniversary. È stato registrato al Red House Studios di Walnut Creek, in California, con Punk News che descrive la produzione come "a dir poco stellare." Le prime due tirature del disco presentavano un imballaggio decisamente singolare: fu infatti confezionato (a mano dai membri della band) in alcune custodie per floppy-disc.
I Motion City Soundtrack hanno pubblicato l'album per la terza volta con la Epitaph Records nel giugno 2003. Rispetto alle prime 2 edizioni autoprodotte dalla band sono state aggiunte 4 nuove e ne è stata tolta una (1000 Paper Cranes), che è presente solo in alcune stampe più recenti come bonus-track. Inoltre il disco, per l'uscita sotto Epitaph Records, fu in parte registrato nuovamente (le parti di basso furono rieseguite bassista Matt Taylor, per ragioni legali).
Freschi del successo del loro primo album, i Motion City Soundtrack si sono subito dedicati ad un'intensa attività live e nel 2003 lanciano "The Future Freaks Me Out", come il loro primo singolo. La band rimase stupita dell'accoglienza del pubblico per questo pezzo, poiché entrò nella tracklist di I Am The Movie quasi per caso. Il secondo singolo del disco è invece My Favorite Accident. La band si è affidata alla regia di Andrew Carranza per la realizzazione dei video di entrambi i singoli.
Nel 2004 sono stati band di apertura durante i concerti dei blink-182.

### Commit This to Memory(2005)
I Motion City Soundtrack registrarono a Los Angeles il loro secondo album nell'Autunno 2004, ed è stato prodotto da Mark Hoppus dei blink-182, +44. La canzone "Hangman" vede un featuring di Mark alla voce. Tra l'altro il disco prende il suo titolo proprio da una frase di questa canzone.
La produzione fu terminata nei primi mesi del 2005.
Il primo singolo, "Everything Is Alright" con Patrick Stump dei Fall Out Boy, Mark Hoppus e membri di Limbeck, riscosse un notevole successo. Il video entrò in rotazione su MTV e Fuse, e il pezzo è anche parte delle colonne sonore di Saint's Row, La orsi e il videogioco "MLB 06: The Show". Il secondo e il terzo singolo estratti sono rispettivamente "Hold Me Down"e L.G. FUAD (aka "Let's Get Fucked Up and Die").
Nel 2006 esce una versione deluxe di Commit This To Memory, la quale presenta, oltre alla bonus-track Invisible Monsters, un DVD con tutti i 4 video realizzati fino a quel momento dalla band, un video di un live tenutosi nella loro città natale e il documentario Hooray for the Madness diretto da Shane Nelson.

### Even If It Kills Me(2007)
Nel gennaio 2007, il nuovo album dei Motion City Soundtrack viene annunciato come uno dei dischi più attesi dell'anno. Le registrazioni hanno visto coinvolti 3 diversi produttori, tra cui Eli Janney dei Girls Against Boys. La band si è servita, durante la sua permanenza in studio, di un video-blog (EvenIfItKillsMe.tv) per pubblicare vari video (detti "webisodes") per tenere aggiornati i fans. Troviamo, in Even If It Kills Me, vari featuring, tra cui Max Bemis dei Say Anything e Shawn Harris dei The Matches.  Il disco è considerato come uno dei maggiori successi della band (sia a livello di critica che a livello di vendite: 33 000 copie nella prima settimana). Furono infatti molte le ottime le recensioni (tra cui quelle di Kerrang!, Absolute Punk e molti altri). I singoli estratti sono, nell'ordine, Broken Heart (2007), This Is For Real (2007) e It Had To Be You (2008). Otto mesi dopo l'uscita ufficiale dell'album la band realizza tramite iTunes un digital EP acustico con alcune tracce del disco.

### My Dinosaur Life(2010)
Con il quarto album in studio, dal titolo My Dinosaur Life, i Motion City Soundtrack abbandonano la Epitaph Records per passare alla major Columbia Records. Come Commit This To Memory, anche questo disco è stato prodotto da Mark Hoppus. Poiché il batterista, Tony Thaxton, si era da poco rotto un braccio, la batteria fu, nelle prime fasi delle registrazioni, sostituita da una drum machine; ma le registrazioni furono comunque completate regolarmente il 28 giugno 2009. Nell'ottobre dello stesso anno la band mette, sul suo sito ufficiale, Disappear, primo estratto del nuovo album, in free download. La data di uscita ufficiale del disco è, in tutto il mondo, il 19 gennaio 2010, e l'accoglienza della critica è di nuovo, generalmente, ottima. I MCS riescono a vendere di nuovo un'ingente quantità di dischi, di cui 30 000 copie soltanto nella prima settimana. Il primo singolo ufficiale di My Dinosaur Life è Her Words Destroyed My Planet, seguito da A Lifeless Ordinary (Need a Little Help). L'artwork è a cura di Joe Ledbetter.

## Formazione

### Formazione attuale
- Justin Courtney Pierre – voce, chitarra ritmica (1997-2016, 2019-presente), tastiera (1998-2001), chitarra solista (2002)
- Joshua Cain – chitarra solista (1998-2002, 2002-2016, 2019-presente), cori (1998-2016, 2019-presente), basso (1997-1998, 2002), tastiera (1998-2001)
- Jesse Johnson – moog, tastiera, pianoforte (2001-2016, 2019-presente)
- Matthew Taylor – basso, cori (2002-2016, 2019-presente)
- Tony Thaxton – batteria, percussioni, cori (2002-2013, 2016, 2019-presente)

### Ex componenti
- Joe Skinner – chitarra solista (1997-1997)
- Andrew "Andy" Whitney – batteria (1997-1998)
- Andrew Gruhn – tastiera (1998)
- Austin Lindstrom – basso (1998-2000, 2001-2002)
- Joel Habedank – batteria (1998-2000)
- Matt Potocnik – basso (2000-2001)
- Sidney Burgdorf – batteria (2001)
- Claudio Rivera – batteria (2013-2016)

## Discografia

### Album in studio
- 2003 – I Am the Movie
- 2005 – Commit This to Memory
- 2007 – Even If It Kills Me
- 2010 – My Dinosaur Life
- 2012 – Go
- 2015 – Panic Stations

### Album dal vivo
- 2013 – Spotify Sessions

### EP
- 2000 – Kids for America
- 2000 – Back to the Beat
- 2003 – Motion City Soundtrack/Schatzi (Split)
- 2004 – Limbeck/Motion City Soundtrack 7" (Split)
- 2004 – Matchbook Romance/Motion City Soundtrack (Split)
- 2007 – Live at Lollapalooza 2007: Motion City Soundtrack
- 2008 – Even If It Kills Me Acoustic EP
- 2011 – Wait So Long/Disappear (Split)
- 2012 – Making Moves 7"
- 2015 – (Sort Of) A Song for Patsy Cline/It's (Sort Of) A Pleasure to Meet You (Split)